# Werner Pröfrock
Werner Pröfrock (* 19. Januar 1911; † unbekannt) war ein deutscher Fußballspieler.
Der Rechtsaußen wechselte 1934 wegen seiner Tätigkeit als Versicherungsbeamter vom VfB Stuttgart in die Schweiz. Pröfrock war dort beim FC Schaffhausen aktiv, bei dem er im Mai 1935 für kurze Zeit Spielertrainer wurde. Nach zwei Jahren in der Schweiz kehrte Pröfrock 1936 zum VfB Stuttgart zurück. Er absolvierte in Endrunden um die Deutsche Meisterschaft für den VfB 13 Partien, in denen er 6 Tore erzielte. Ehe er seine Karriere beendete, kam Pröfrock in der Oberliga Süd nach dem Zweiten Weltkrieg mit dem VfB noch auf 7 Spiele, in denen er 1 Tor erzielte.